# ستراتونیس سوریه
استراتونیس یا ستراتونیس سوریه‌ (یونانی باستان: Στρατoνίκη؛ ح. ۳۲۰ - ۲۵۴ پیش از میلاد) فرزند دمتریوس محاصره گر و نوه ی آنیگون یک چشم بود. پس از شکست و کشته شدن پدربزرگش در جنگ ایپسوس قلمروی خاندان آنتیگون میان سلوکوس و باقی فرماندهان سابق اسکندر تقسیم شد. اما دمتریوس پسر آنتیگون همچنان زنده بود و چند شهر و پادگان را آسیای صغیر و سواحل سوریه در اختیار داشت. در این هنگام سلوکوس به جهت خاتمه دادن به بیست و دو سال جنگ میان فرماندهان تلاش کرد به دمتریوس نزدیک شده و با او صلح کند. دمتریوس که در موقعیت ضعف بود این پیشنهاد را پذیرفته و دختر نوجوانش استراتونس به عقد ژنرال حدودا شصت ساله اسکندر درآمد. استراتونیس در عقد سلوکوس  از ۳۰۰ تا ۲۹۴ پیش از میلاد ملکه امپراطوری سلوکی شد. با این وجود ازدواج سلوکوس با استراتونیس بیشتر جنبه سیاسی داشت و شاه سلوکی تقریبا همیشه در حال سفر، لشکر کشی، یا تاسیس کلونی های یونانی نشین بود. در بیشتر این مدت ملکه نوجوان در بابل و نزد شاهزاده آنتیوخوس حضور داشت و در همین زمان شاهزاده عمیقا عاشق استراتونیس شد. این عشق ممنوع چنان پیش رفت که حال شاهزاده رو به وخامت گذاشته و بیمار شد. آناتومیست معروف اراتیستراتوس که در آن زمان پرشک دربار سلوکی بود این موضع را متوجه شده و با لحنی غیر مستقیم به شاه سلوکوس انتقال داد. سلوکوس استراتونیس را طلاق داده و فرمان حکومتی صادر کرد که آنتیوخوس و استراتونیس باید ازدواج کرده و به عنوان شاه و ملکه بر شرق قلمروی سلوکی حکومت کنند. به این صورت استراتونیس در دوره دوم از ۲۸۱ تا ۲۶۱ پیش از میلاد ملکه سلوکیان شد. وی همواره مورد علاقه آنتیوخوس باقی ماند و مادر پنج فرزند او از جمله آنیتوخوس دوم تئوس است.